# Jahangirabad
Jahangirabad ist eine Stadt im indischen Bundesstaat Uttar Pradesh. Die Stadt ist benannt nach dem ehemaligen Mogulkaiser Jahangir.
Die Stadt ist Teil des Distrikts Bulandshahr. Jahangirabad hat den Status eines Nagar Palika Parishad. Die Stadt ist in 25 Wards gegliedert. Sie hatte am Stichtag der Volkszählung 2011 59.858 Einwohner, von denen 31.234 Männer und 28.624 Frauen waren. Hindus bilden mit einem Anteil von über 73 % die Mehrheit der Bevölkerung in der Stadt. Die Alphabetisierungsrate lag 2011 bei 68,43 %.